# William Farquhar
Majoor-generaal William Farquhar (26 februari 1774 – 11 mei 1839) was een Schotse koloniaal mandataris die werkte voor de Britse Oost-Indische Compagnie. Hij was de zesde resident van Nederlands-Malakka en de eerste resident van Singapore.